# Окциденталь
Окцидента́ль, или Интерли́нгве (Occidental, Interlingue) ([interˈliŋɡwe], [oktsidenˈtaːl]; ISO 639 ie, ile) — международный искусственный язык. Предложен в 1920-х годах Эдгаром де Валем (Эстония). В 1949 году переименован в интерлингве для устранения негативных ассоциаций, которые могло бы вызывать название «западный», а также ради планировавшегося сближения с интерлингвой-ИАЛА.
Создатель языка Эдгар де Валь стремился добиться максимальной грамматической правильности и естественности. Лексика языка основана на словах, заимствованных из естественных языков, и деривационной системе регулярных префиксов и суффиксов. Многие производные слова в Интерлингве отражают формы, общие для некоторых западноевропейских языков, в первую очередь романских языков, а также некоторую германскую лексику. Многие из слов языка образованы с использованием правила де Валя, набора правил для регулярного образования глагольных вариативных основ (например, vider 'видеть' и его производное vision 'видение'). В результате получился язык, паритетно сочетающий натуралистичность и регулярность.

## История языка
Эдгар де Валь объявил о создании языка окциденталь в 1922 году, выпустив первый номер журнала «Космоглотт» (Kosmoglott, впоследствии переименован в Cosmoglotta), издававшегося в Таллине. Окциденталь был продуктом многих лет личных экспериментов де Валя с языком под названием Аули (Auli — auxiliari lingue — вспомогательный язык), который он использовал с 1906 по 1921 год и который позже получил прозвище протоокциденталь. Де Валь, первоначально сторонник волапюка, а затем эсперанто, начал создавать Occidental после неудачного голосования за реформу эсперанто в 1894 году.
Де Валь переписывался с создателем языка интерлингва (латино-сине-флексионе) итальянским математиком Джузеппе Пеано, от которого он получил признание за выбор международной лексики, и Вальдемаром Розенбергером, создателем языка идиом-неутраль.
Активным сторонником языка был инженер и автор маргинальной «космогонии мирового льда» Ганс Гёрбигер, который выделил немало средств на развитие языка. Позднее язык также поддержал его сын.
После объявления в 1922 году окциденталь был почти готов. Де Валь не собирался представлять язык публике в течение нескольких лет, но решил ускорить его выпуск, узнав, что Лига Наций (LON) начала расследование вопроса о международном языке. Первая известная публикация, написанная на окцидентале, — буклет Якоба Линцбаха под названием «Трансцендентная алгебра» — появилась незадолго до дебюта «Космоглотта».
Окциденталь начал собирать последователей благодаря своей удобочитаемости, несмотря на полное отсутствие словарей и руководств по грамматике. Двумя годами позже, в 1924 году, де Валь писал, что он переписывался примерно с 30 корреспондентами «на хорошем окцидентале», несмотря на отсутствие учебного материала, и пользователи других языков начали присоединяться к окциденталю. В следующем году был опубликован первый словарь, Radicarium Directiv, сборник западных корневых слов и их эквивалентов на восьми языках.
Удобочитаемость и упрощенная грамматика, наряду с регулярным выходом журнала Cosmoglotta, сделали окциденталь популярным в Европе в годы перед Второй мировой войной, несмотря на попытки нацистов подавить международные вспомогательные языки. Окциденталь пережил войну, но с 1939 года сообщество потеряло связь с создателем языка Эдгаром де Валем, который отказался уехать из своего таллинского дома в Германию, даже после того, как его дом был разрушен во время воздушных налетов на город в 1943 году, что вынудило его укрыться в психиатрической больнице. Поскольку большая часть его почты была перехвачена, он умер в 1948 году, почти не зная о развитии языка. С появлением в 1951 году интерлингвы-ИАЛА, вызвавшей отток окциденталистов, начался период упадка, продолжавшийся до появления Интернета.

## Фонетика и графика
Используются все буквы латинского алфавита в их традиционном значении с позиционно обусловленной вариативностью чтения некоторых букв и сочетаний: c и g перед передними гласными как [ц] и [ж] соответственно, ch как [ч] или [ш] перед гласными и [х] или [к] перед согласными и в словах греческого происхождения, s озвончается между гласными. Такая заимствованная из естественных языков вариативность позволяет сохранить баланс между традиционной орфографией интернационализмов и их традиционным звучанием. Слова греческого происхождения могут записываться как в исторической латинской транскрипции, так и фонетически (physica, fysica и fisica, theosoph и teosof), удвоение согласных может опускаться, если это не ведёт к образованию омонимов (cane 'собака' и canne 'пушка').
Ударение падает на гласный перед последним согласным, при этом окончание множественного числа -s и окончание наречий -men не оказывают влияния на место ударения. Если ударение по основному правилу оказывается на суффиксах -bil, -ic, -im, -ul, то оно переносится на следующий слог от конца.

## Лексика и словообразование
Язык основан на интернациональной лексике, общей для главных западноевропейских языков — в первую очередь (хотя не исключительно) романских. Заметно влияние французского языка, как в оформлении многих слов, так и в синтаксисе (в отличие от интерлингвы-ИАЛА, ориентирующейся на южнороманские языки).
Словообразование строится по образцу естественных языков, но одновременно регулируется так называемым правилом де Валя:
при образовании глагольной основы супина
- к основе настоящего времени, оканчивающейся на тематический гласный или -c, добавляется -t;
- конечные d, g или r заменяются на s;
- прочие конечные согласные остаются без изменения.

От основы настоящего времени образуются слова с суффиксами -(e)nt, -(e)ntie, -(e)ment, -(i)bil, -(i)da, -age, от основы супина — с суффиксами -ion, -or, -ori, -iv, -ura. Это позволило включить в словарь окциденталя большое количество интернационализмов с указанными чередованиями основ: varia-nte 'вариант' — variat-ion 'вариация'; pretend-ente 'претендент' — pretens-ion 'претензия'.
Правило де Валя, как и система регулярных аффиксов, во многом пересекающаяся с эсперанто и идо, сближают окциденталь со схематическими проектами, противопоставляя гипернатуралистической интерлингве-ИАЛА. Речь, однако, идёт не об автономных правилах словообразования, как в схематических языках, а о правилах отбора производных и мотивирующих основ из естественных языков. Так, не учтенные правилом де Валя случаи чередования основ унифицируются на базе презенса (indulg- / indult- --> indulg-) или чаще — на базе супина (discut- / discuss- --> discuss-; redig- / redact- --> redact-) — в зависимости от того, какая из основ продуктивней в интернациональных словах.

## Основные грамматические особенности
Существительные не имеют категории грамматического рода. Пол живых существ может выражаться с помощью окончания -o и -a: cavall 'лошадь', cavallo 'жеребец', cavalla 'кобыла'. Множественное число образуется постфиксом -(e)s, прилагательные и артикли (неопределённый un, определённый li) с существительными не согласуются.
Различаются субъектная и объектная форма личных местоимений:
| yo   | я     | me | меня | noi          | мы  | nos       | нас |
| tu   | ты    | te | тебя | vu           | вы  | vos       | вас |
| il   | он    | le | его  | illi (illos) | они | les (los) | их  |
| ella | она   | la | её   | illi (illas) | они | les (las) | их  |
| it   | «оно» | it | его  | illi         | они | les       | их  |

К основе настоящего времени глаголов присоединяются окончания -(e)r (инфинитив), -(e)nt (активное причастие) и -t (пассивное причастие и прошедшее время (ср. англ. -ed), а для глаголов, у которых эта форма совпадает с основой супина — также и отглагольное существительное). Деепричастия образуются от причастий с помощью конечного -e, производные наречия от прилагательных — с помощью суффикса -men (прилагательные могут употребляться в наречном значении и в «чистом» виде, если это не ведёт к двусмысленности).
Большинство же грамматических значений выражается аналитически: для косвенных падежей существительных — предлоги, для степеней сравнения прилагательных и наречий — показатели plu/min(u) (компаратив) и max(im)/minim (суперлятив), для глаголов — вспомогательные форманты: va + инфинитив = будущее время, vell + инфинитив = конъюнктив, ha + прошедшее время = перфект, hat + прошедшее время = плюсквамперфект, формы глагола esser + активное причастие = прогрессивная форма (ср. continuous tense в английском).

## Википедия
Раздел Википедии на этом языке действует с 2004 года; на 16 июля 2025 года в Википедии на окцидентале насчитывается 13 223 статьи.

## Пример текста
«Отче наш»
| Occidental / Interlingue | Интерлингва (IALA) | Latino sine flexione | Латынь |
| Patre nor, qui es in li cieles, mey tui nómine esser sanctificat, mey tui regnia venir, mey tui vole esser fat, qualmen in li cieles talmen anc sur li terre. Da nos hodie nor pan omnidial, e pardona nor débites, qualmen anc noi pardona nor debitores. E ne inducte nos in tentation, ma libera nos de lu mal. Amen. | Patre nostre, qui es in le celos, que tu nomine sia sanctificate; que tu regno veni; que tu voluntate sia facite como in le celo, etiam super le terra. Da nos hodie nostre pan quotidian, e pardona a nos nostre debitas como etiam nos los pardona a nostre debitores. E non induce nos in tentation, sed libera nos del mal. Amen. | Patre nostro, qui es in celos, que tuo nomine fi sanctificato. Que tuo regno adveni; que tua voluntate es facta sicut in celo et in terra. Da hodie ad nos nostro pane quotidiano. Et remitte ad nos nostros debitos, sicut et nos remitte ad nostros debitores. Et non induce nos in tentatione, sed libera nos ab malo. Amen. | Pater noster, qui es in cælis, sanctificetur nomen tuum. Adveniat regnum tuum. Fiat voluntas tua, sicut in cælo, et in terra. Panem nostrum quotidianum da nobis hodie, et dimitte nobis debita nostra, sicut et nos dimittimus debitoribus nostris. Et ne nos inducas in tentationem, sed libera nos a malo. Amen. |